# Mandrião-chileno
O mandrião-chileno (Stercorarius chilensis) é uma espécie de ave Charadriiforme da família Stercorariidae, endêmica da América do Sul, sendo principalmente encontrado na Argentina, Chile e Uruguai. Fora da época de reprodução, é visto mais ao norte no Brasil e até o Peru.

## Características
É um grande predador marinho e se alimenta de peixes e aves marinhas menores. Voa em grandes bandos, o que também permite o ataque a aves para roubar sua comida, exceto as de maior tamanho, como o albatroz. Diferentemente de outros mandriões, que matam apenas para comer, o mandrião-chileno mata outras aves, mas come apenas uma pequena parte.
Reproduz-se principalmente nas ilhas do Cabo de Hornos, onde forma grandes colônias a partir de novembro.
Para alguns autores deve ser classificado no gênero Catharacta.